# Вохристоволий блакитнар
Вохристоволий блакитна́р (Dubusia) — рід горобцеподібних птахів родини саякових (Thraupidae). Представники цього роду мешкають в Андах. Раніше до роду Dubusia відносили лише вохристоволого блакитнаря, однак за результатами молекулярно-генетичного дослідження рудочеревого блакитнаря, якого раніше відносили до монотипого роду Delothraupis, було переведено до роду Dubusia.

## Види
Виділяють п'ять видів:
- Блакитнар вохристоволий (Dubusia taeniata)
- Блакитнар рудочеревий (Dubusia castaneoventris)

## Етимологія
Рід Dubusia був названий на честь бельгійського політика, орнітолога і палеонтолога Бернарда дю Буса де Жізіньє.